# Cerkiew św. Michała Archanioła w Łodynie
Cerkiew św. Michała w Łodynie – dawna cerkiew greckokatolicka, wzniesiona w 1862 w Łodynie.
W latach 1951–1971 nieczynna kultowo.
Obiekt wpisano na listę zabytków w 1969 oraz włączono do podkarpackiego Szlaku Architektury Drewnianej.

## Historia
Źródła podają, że już w 1589 istniała cerkiew w Łodynie. Następna powstała w 1740, a obecnie istniejącą zbudowano z drewna w 1862 już w innym miejscu. Remontowana w 1911 oraz w 1922. W latach 1945–1951 wieś była w granicach ZSRR. Po powrocie  do Polski służyła jako magazyn węgla drzewnego. W 1971 przejęta i użytkowana jako rzymskokatolicki kościół filialny św. Antoniego parafii w Brzegach Dolnych. Kolejny remont ukończono w 1975.

## Architektura i wyposażenie
Jest to drewniana budowla konstrukcji zrębowej,orientowana, trójdzielna. Do zamkniętego prostą ścianą prezbiterium przylega od strony północnej zakrystia. Szersza nawa oraz niska dwukondygnacyjna wieża z trójspadowym dachem przy babińcu. Osobne dachy kalenicowe nad każdą częścią świątyni z baniastą wieżyczką nad nawą.
Wewnątrz stropy płaskie belkowe. Połączenie prezbiterium i nawy w kształcie łuku o wykroju koszowym. Z pierwotnego wyposażenia zachowały się tylko ikony, które umieszczono w ołtarzach bocznych.

## Otoczenie
Obok od strony zachodniej cerkwi znajduje się murowana dzwonnica parawanowa zbudowana w 1911, z dwoma dzwonami. Na jednym z nich relief św. Antoniego Padewskiego.

## Galeria

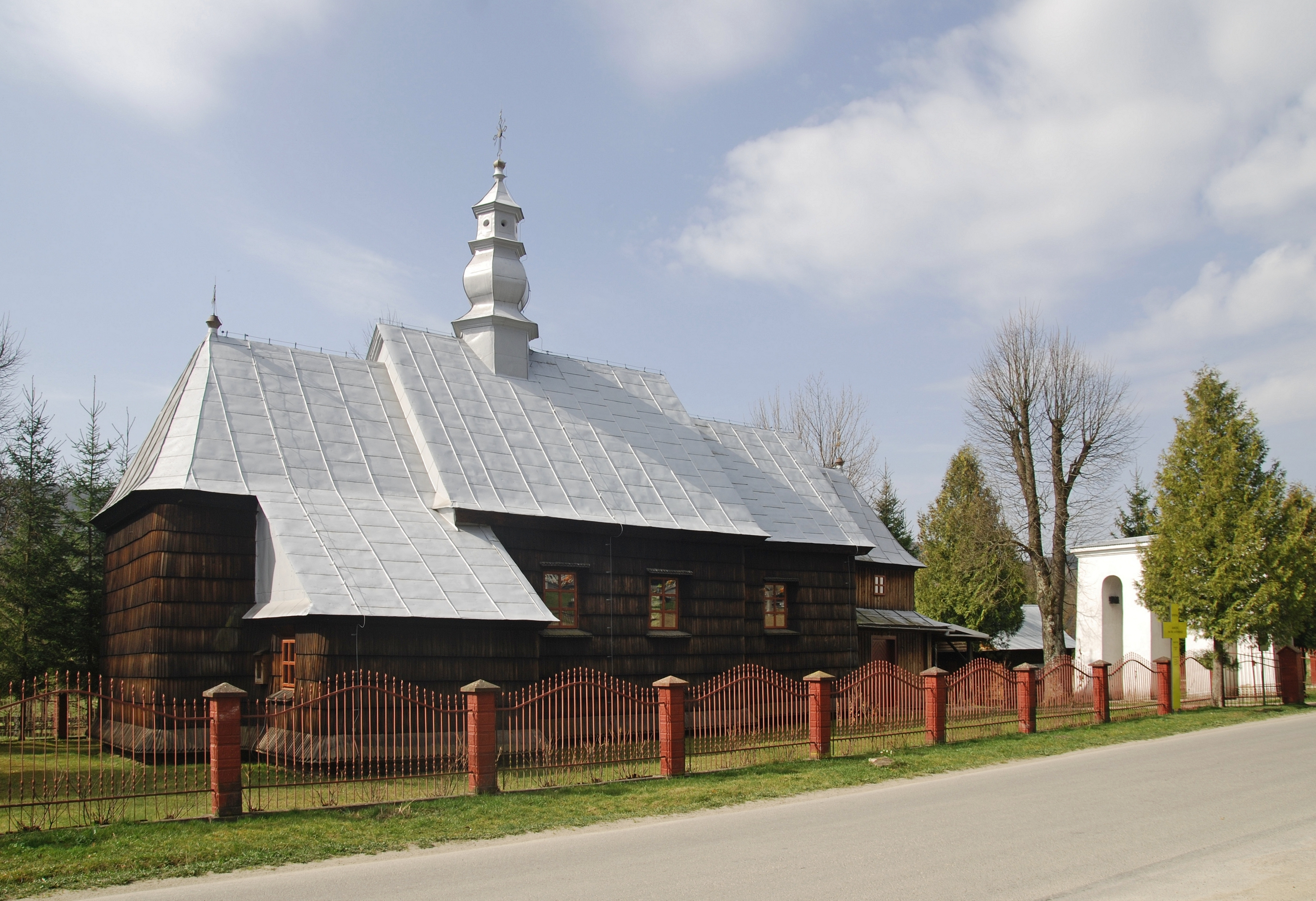
Widok od strony północnej
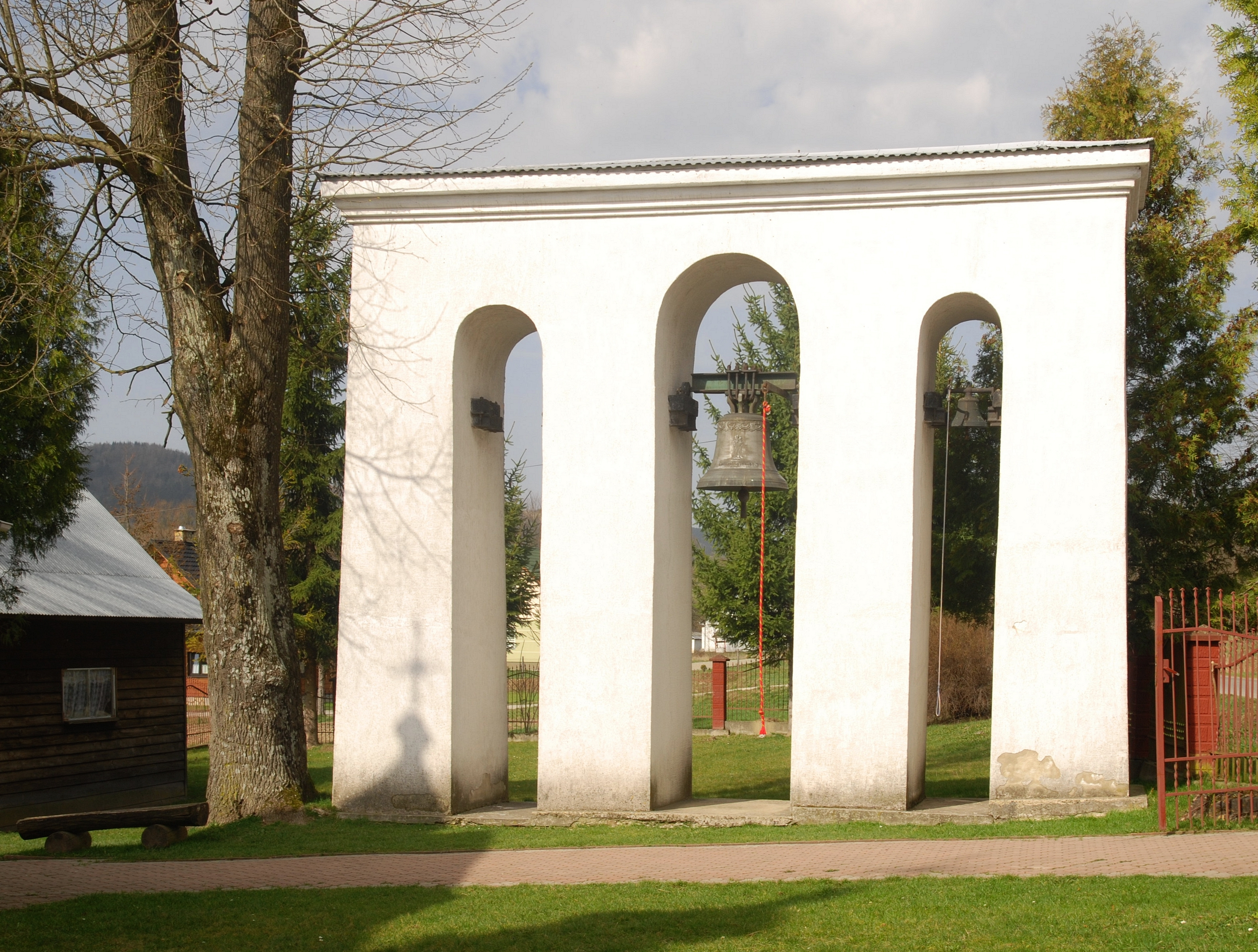
Dzwonnica
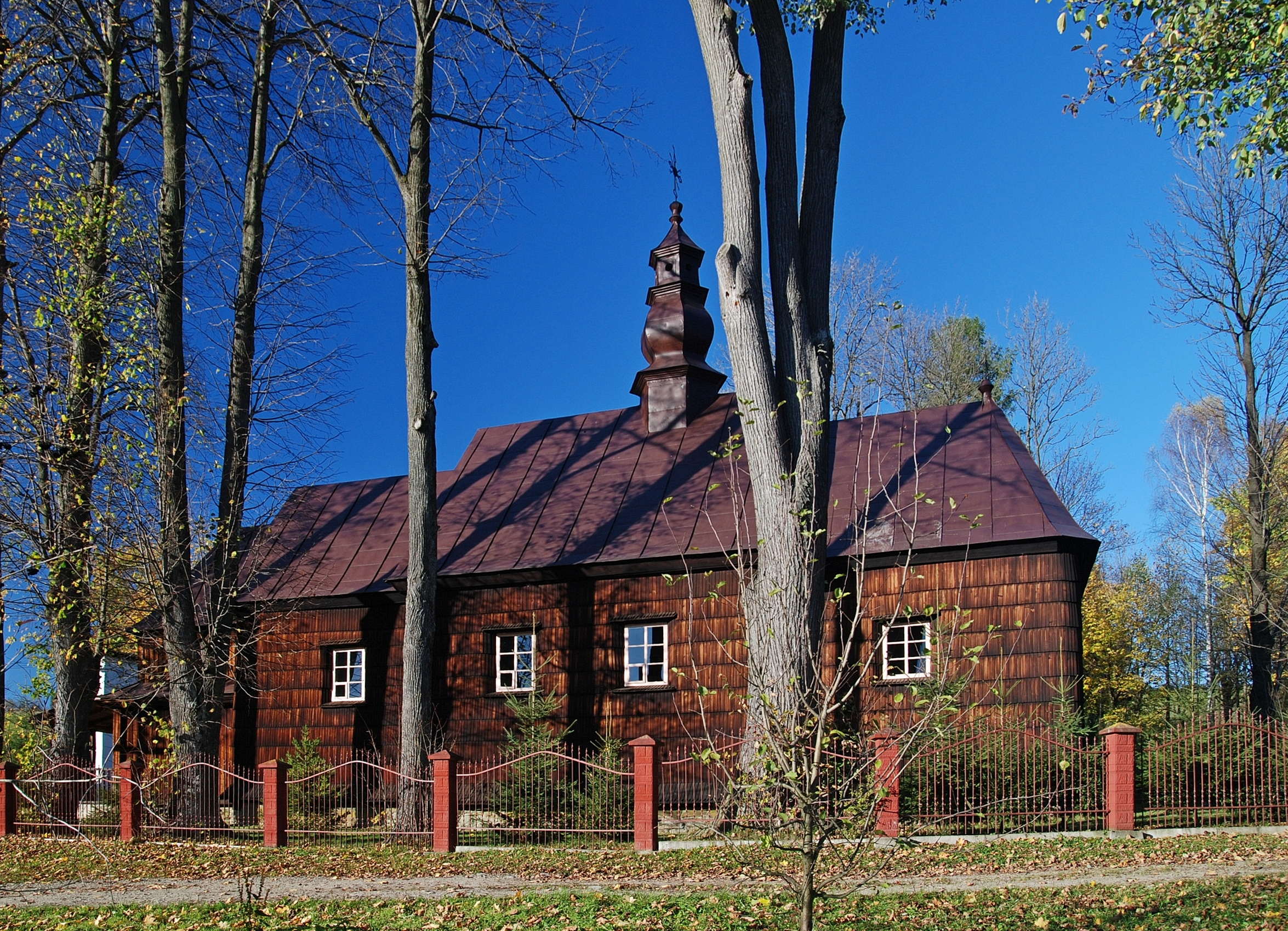
Elewacja południowa przed remontem (2007)
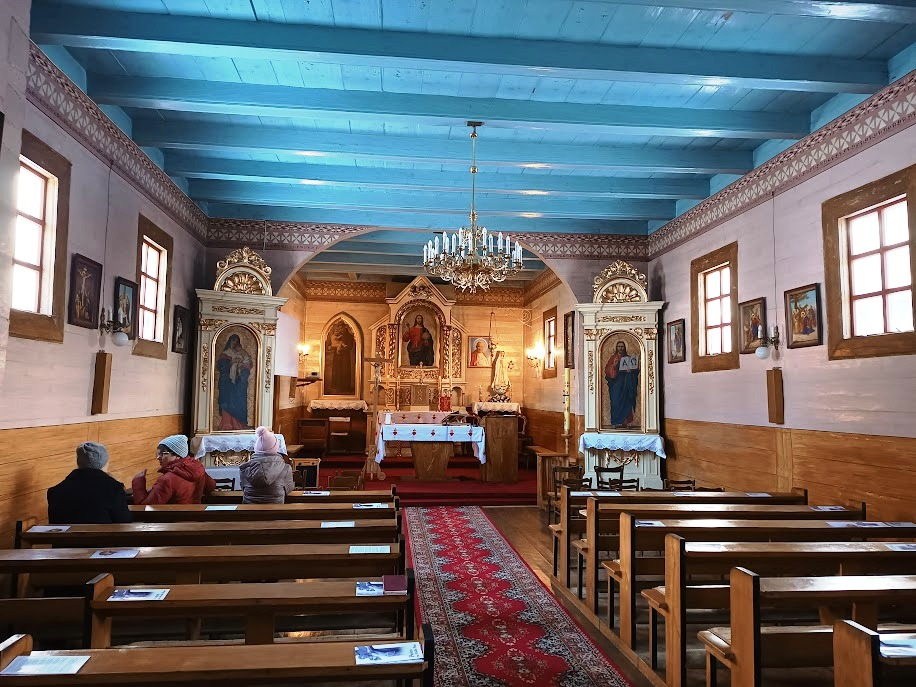
Wnętrze